# Agoti

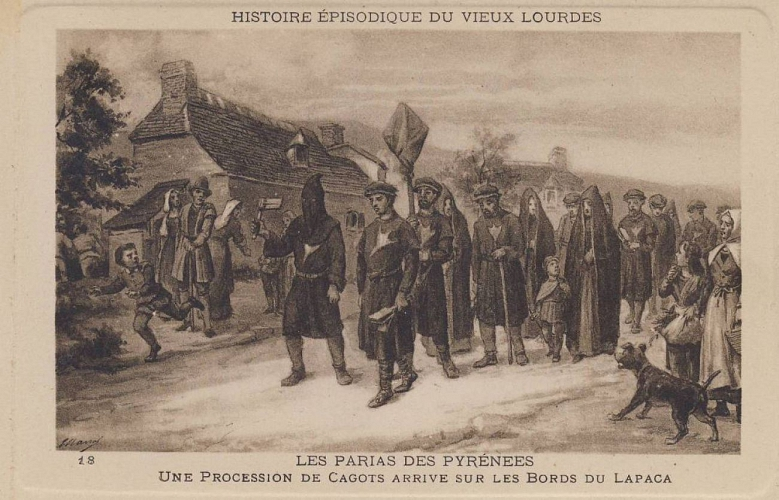
Procesí Agotů do Lurd

Agoti, také Cagoti, Gahoti, Gafeti, Gafos, Caconi, Caheti, Caqueux, Caquini atd. byl diskriminovaný národ, žijící v Navaře, Baskicku, Béarnu, Gaskoňsku a Bretani, jakýsi ekvivalent indických nedotknutelných. Původ tohoto národa není zcela jasný, spekuluje se o vizigótském či saracénském původu. První zmínka o nich pochází z roku 1288, patrně ale na tomto území žili dlouho před rokem 1000. Strach z nich souvisel se středověkými obavami z lepry – Agoti byli totiž pokládáni za malomocné.

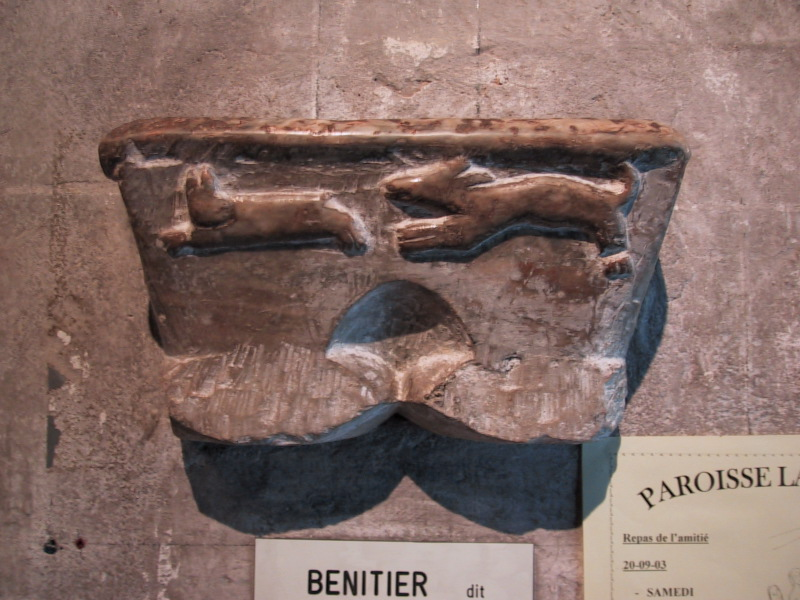
Zvláštní nádoba pro svěcenou vodu v kostele v Béarn, kterou používali jen Agoti

Ve středověku na ně bylo obecně nahlíženo jako na slabomyslné, malomocné, kacíře a dokonce jako kanibaly, byli nenáviděni a oddělováni, museli žít v oddělených částech měst (většinou to byla místa u řek, kde bylo zvýšené riziko malárie), zvaných cagoterie, a v ubohých chatrčích mimo vesnice, dokonce museli být pochováváni na zvláštních hřbitovech. Byli zbaveni všech politických a společenských práv, do kostela mohli vstoupit pouze zvláštními dveřmi a museli být odděleni od ostatních. Bylo jim zakázáno zúčastnit se eucharistie nebo jim byla hostie podávána na holi. Mohli také používat svěcenou vodu jen z oddělené nádoby. Museli nosit zvláštní oblečení, podobně jako malomocní na sebe také museli upozorňovat zvonem či řehtačkou. Jejich dotek byl pokládán za nečistý, a tak nesměli po veřejných cestách chodit bosi, aby neposkvrnili ostatní chodce. Mohli vykonávat jen málo řemesel, zejména pracovali jako řezníci či tesaři. Manželství mezi Agoty a Neagoty bylo zcela nemožné. Většinou byli také obviňováni ze zločinů, které se v příslušné vesnici staly. Pokud některý z nich porušil tato nařízení, byl velmi krutě potrestán. Někteří z nich přesto vynikli jako skvělí řezbáři, jejich práce mnohdy zdobily pyrenejské kostely.
Po Velké francouzské revoluci v roce 1793 byla učiněna opatření, která diskriminaci Agotů zakázala. Agoti se asimilovali, mnoho z nich emigrovalo. Přesto ještě v roce 1847 existovalo údajně asi 10 000 diskriminovaných Agotů, a v některých horských oblastech údajně přetrvávají pozůstatky dávných předsudků dodnes.